# Santa Rosa de Osos

Bandeira de Santa Rosa de Osos.

Licalização de Santa Rosa de Osos, no departamento de Antioquia.

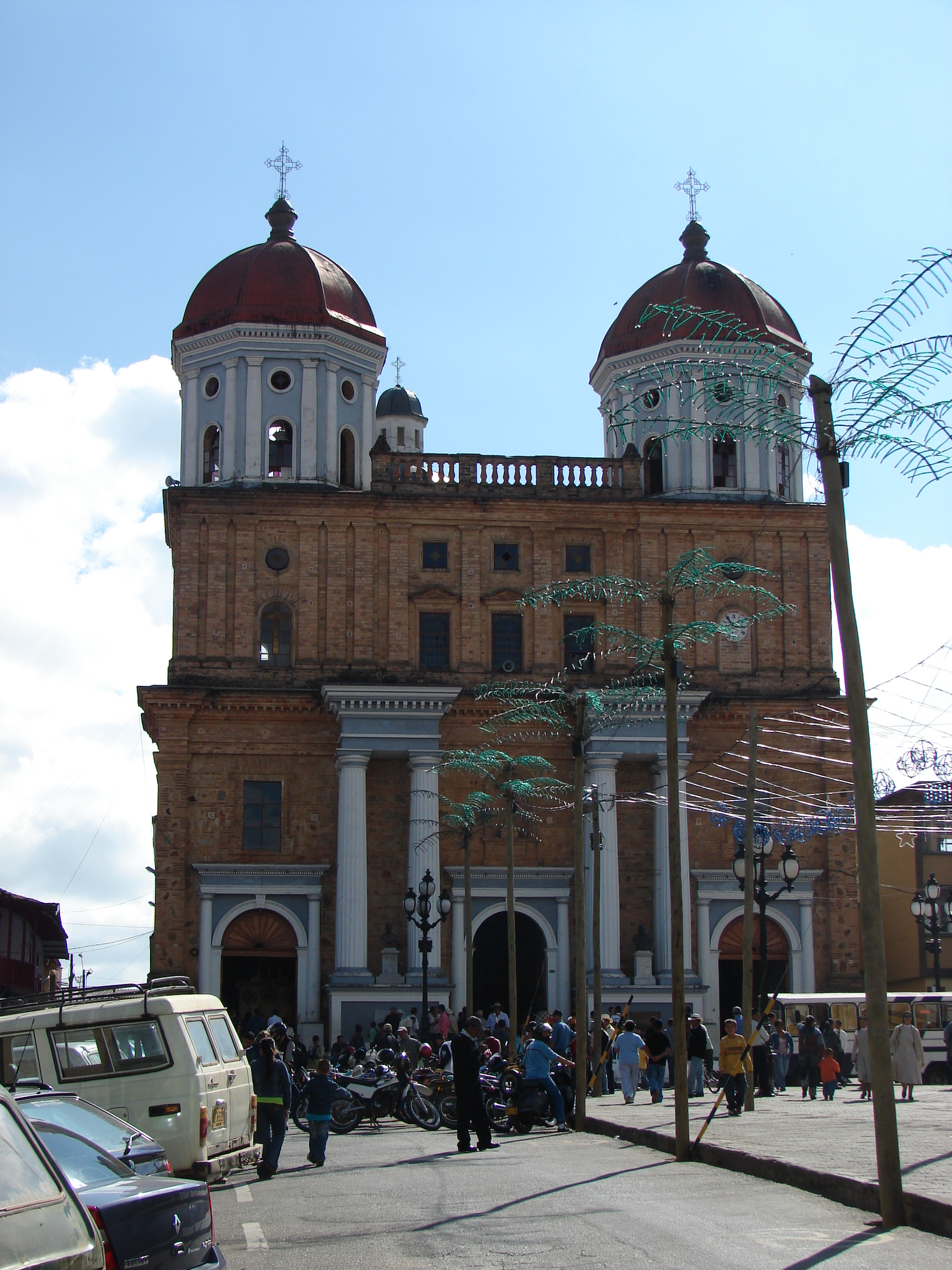
Catedral de Nossa Senhora do Rosário de Chiquinquirá.

Santa Rosa de Osos é uma cidade e município da Colômbia, no departamento de Antioquia. Localiza-se a 74 quilômetros ao norte de Medellín, a capital do departamento, e apresenta uma superfície de 812 quilômetros quadrados.